# Bennur, Belur
Bennur là một làng thuộc tehsil Belur, huyện Hassan, bang Karnataka, Ấn Độ.